# Sint-Adriaanskerk

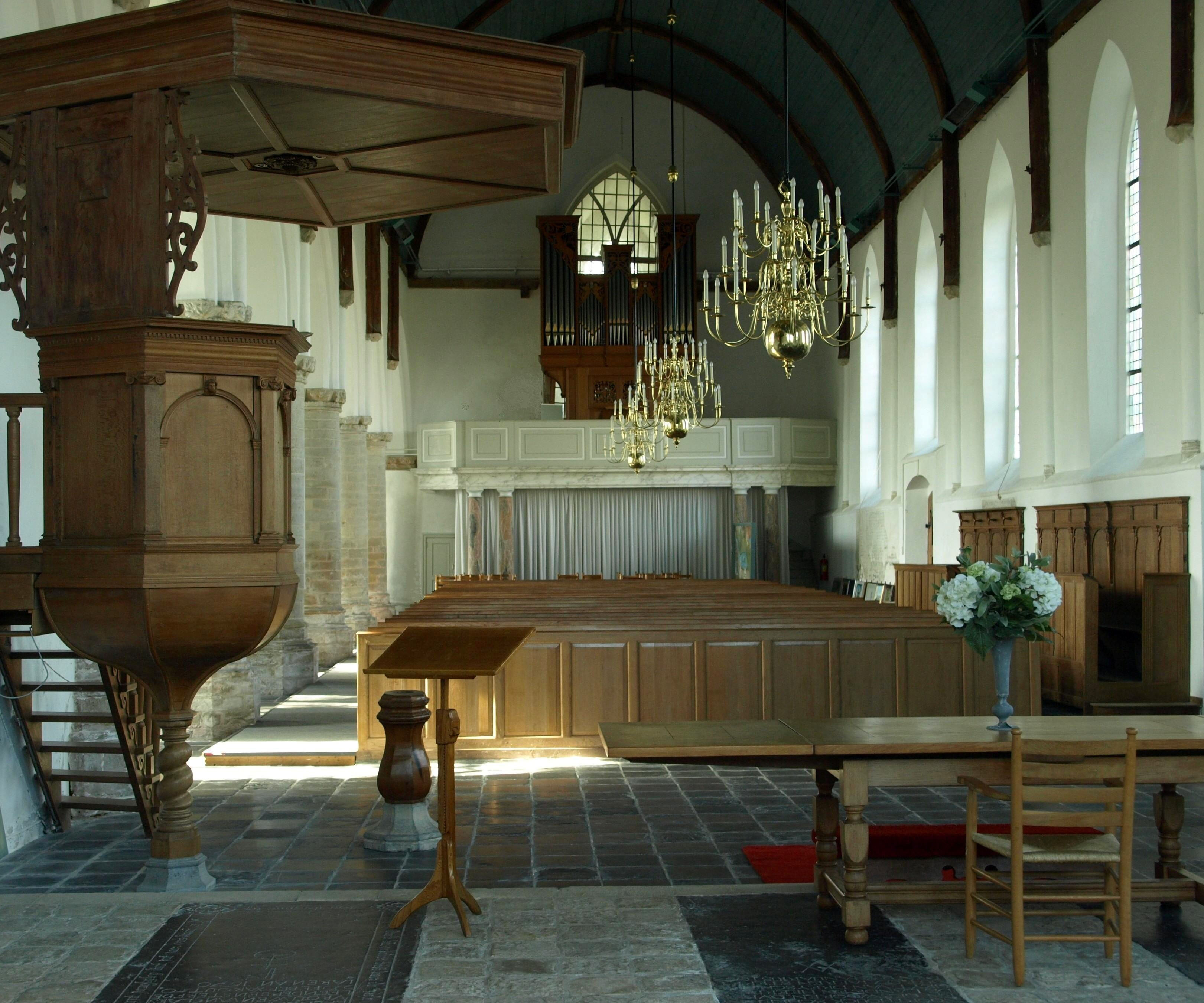
Interieur van de Sint-Adriaanskerk

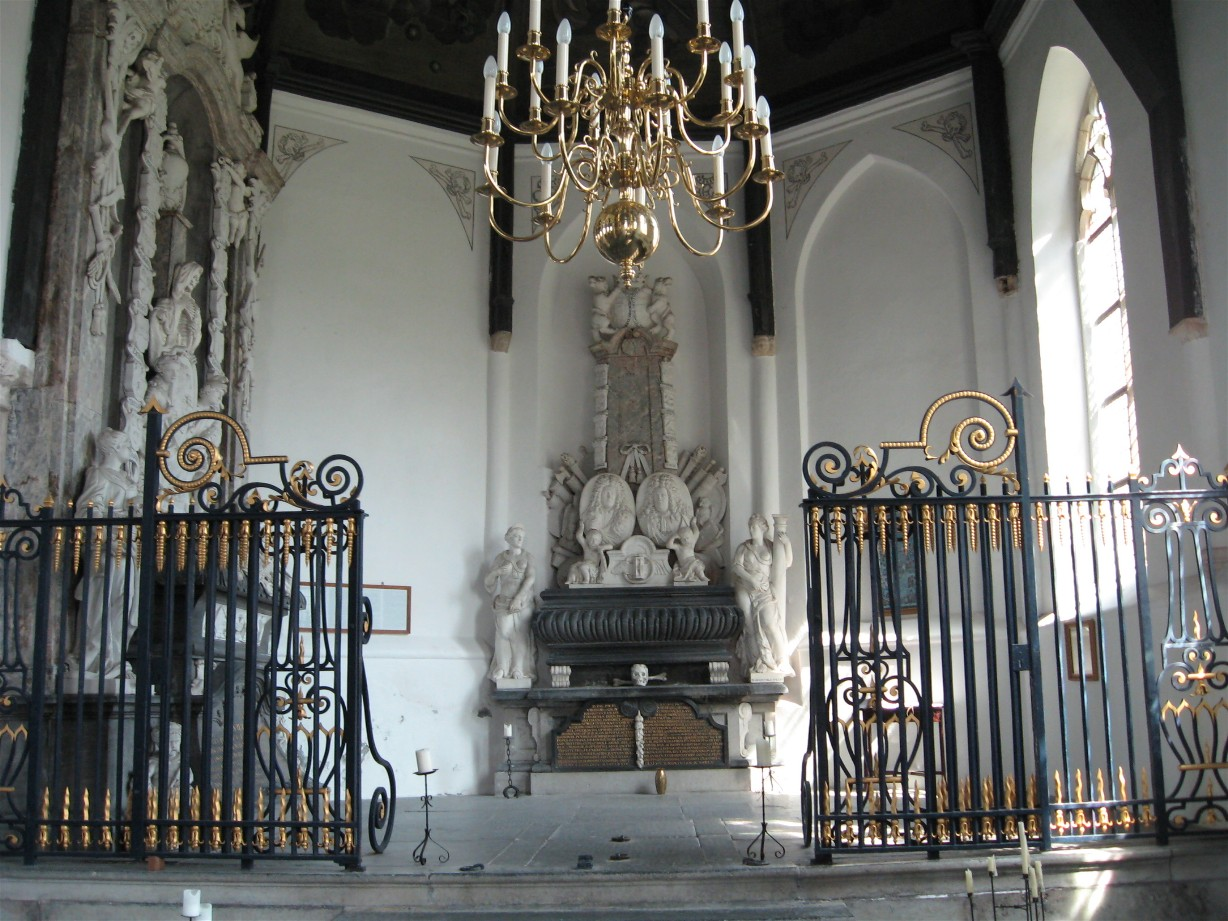
Grafkapel in de Sint-Adriaanskerk

De Sint-Adriaanskerk is een protestantse tweeschepige hallenkerk in Dreischor, gebouwd tussen circa 1342 en 1450. Voor de reformatie was de kerk gewijd aan de heilige Adrianus en in gebruik als parochiekerk. Het gebouw staat op een cirkelvormige brink met daaromheen een gracht.

## Geschiedenis
Halverwege de 14e eeuw, vermoedelijk in 1342, werd begonnen met de bouw van het vijfzijdige koor. De stenen waren afkomstig van sloop, maar hoewel Dreischor in deze tijd bijna twee eeuwen bestond zijn er geen gegevens dat het dorp eerder over een kerk beschikte. Rond 1400 werd het koor voorzien van een houten tongewelf.
Na 1400 werden het schip (noordbeuk), noorderzijkapel en zuidbeuk gebouwd. Het rondlopende metselwerk en de koolbladige kapiteelversiering van de zuilen wijzen erop dat deze volgens één plan zijn gebouwd. Het schip is opgedeeld in zeven traveeën, de zuidbeuk in zes.
De toren aan de westzijde van de kerk kwam als laatste gereed. Al tijdens de bouw begon deze te verzakken, wat tijdens de bouw steeds gecorrigeerd werd zodat de toren enigszins krom is. Aan de zuidzijde van de toren staat een traptoren met stenen spits.
In 1867 werd de toren door de bliksem getroffen en ging de klok verloren. Tijdens de restauratie die volgde werden de vier hoektorentjes verwijderd. De klok werd vervangen door een klok uit 1632, afkomstig van de kort ervoor gesloopte Vlissingse poort in Middelburg.
Van 1959 tot 1968 vond een restauratie van de kerk plaats, waarbij veel van wat in de eeuwen ervoor was verminkt werd hersteld.

## De ramp van 1953
De watersnoodramp van 1953 heeft 531 slachtoffers op Schouwen-Duiveland tot gevolg, waarvan er 32 vallen in de buitenwijken van Dreischor. In de plaats is één huis ingestort, de slachtoffers vielen onder diegenen die hun huizen hadden verlaten. In het centrum van het dorp stond het water "schouderhoog". In de kerk werd het interieur zwaar beschadigd en het harmonium ging verloren. Het Zweedse volk schonk de kerk een nieuw orgel met 1100 pijpen. De grafkelder onder het monument van de ambachtsheren werd leeggepompt. De drie in loden kisten begraven stoffelijke overschotten zijn intact gebleven.

## Grafkapel
In het oostelijke deel van de zuidbeuk bevindt zich een 18e-eeuwse grafkapel voor de ambachtsheren van Dreischor. De kapel heeft een verhoogde vloer, waaronder de eigenlijke grafkelder zich bevindt, en wordt afgesloten door een smeedijzeren hek.
In het midden is het grafmonument van de broers Cornelis (1672 - 1728) en Johan Ockersse (1668 - 1742). Het marmeren epitaaf in Lodewijk XIV-stijl is gemaakt door Nicolaas Seuntjes. Aan de noordzijde van de kapel is het grafmonument van Pieter Mogge (1698 - 1756). Het monument in Lodewijk XV-stijl is ontworpen door Anthony Wapperon en gemaakt door Matthijs van Norgen. Het houten gewelf van de kapel is omstreeks 1750 door Pieter Bossenblij voorzien van een monochrome beschildering met allegorische voorstellingen.

## Het Orgel
Het orgel is gemaakt door de firma Vierdag uit Enschede. Het instrument telt 17 registers en 1 transmissie, verdeeld over 2 klavieren en zelfstandig pedaal. Daarnaast heeft het orgel nog 4 speelhulpen. Het orgel is later nog enigszins gewijzigd, en deels her geïntoneerd door orgelbouwer Van der Veer uit Dordrecht. Door de royale akoestiek in deze kerk komt het orgel met zijn milde, frisse Neo-barokke klank goed tot zijn recht.
| Hoofdwerk:   | Borstwerk:   | Pedaal:              | Speelhulpen: |
| ------------ | ------------ | -------------------- | ------------ |
| Prestant 8   | Holpijp 8    | Subbas 16            | Koppel I/II  |
| Roerfluit 8  | Roerfluit 4  | Prestant 8 (transm.) | Koppel P/I   |
| Octaaf 4     | Nasard 3     | Fagot 16             | Koppel P/II  |
| Fluit 4      | Woudfluit 2  | Schalmei 4           | Tremulant II |
| Octaaf 2     | Terts 1 3/5  |                      |              |
| Mixtuur IV-V | Nasard 1 1/3 |                      |              |
| Trompet 8    | Kromhoorn 8  |                      |              |

## Afbeeldingen

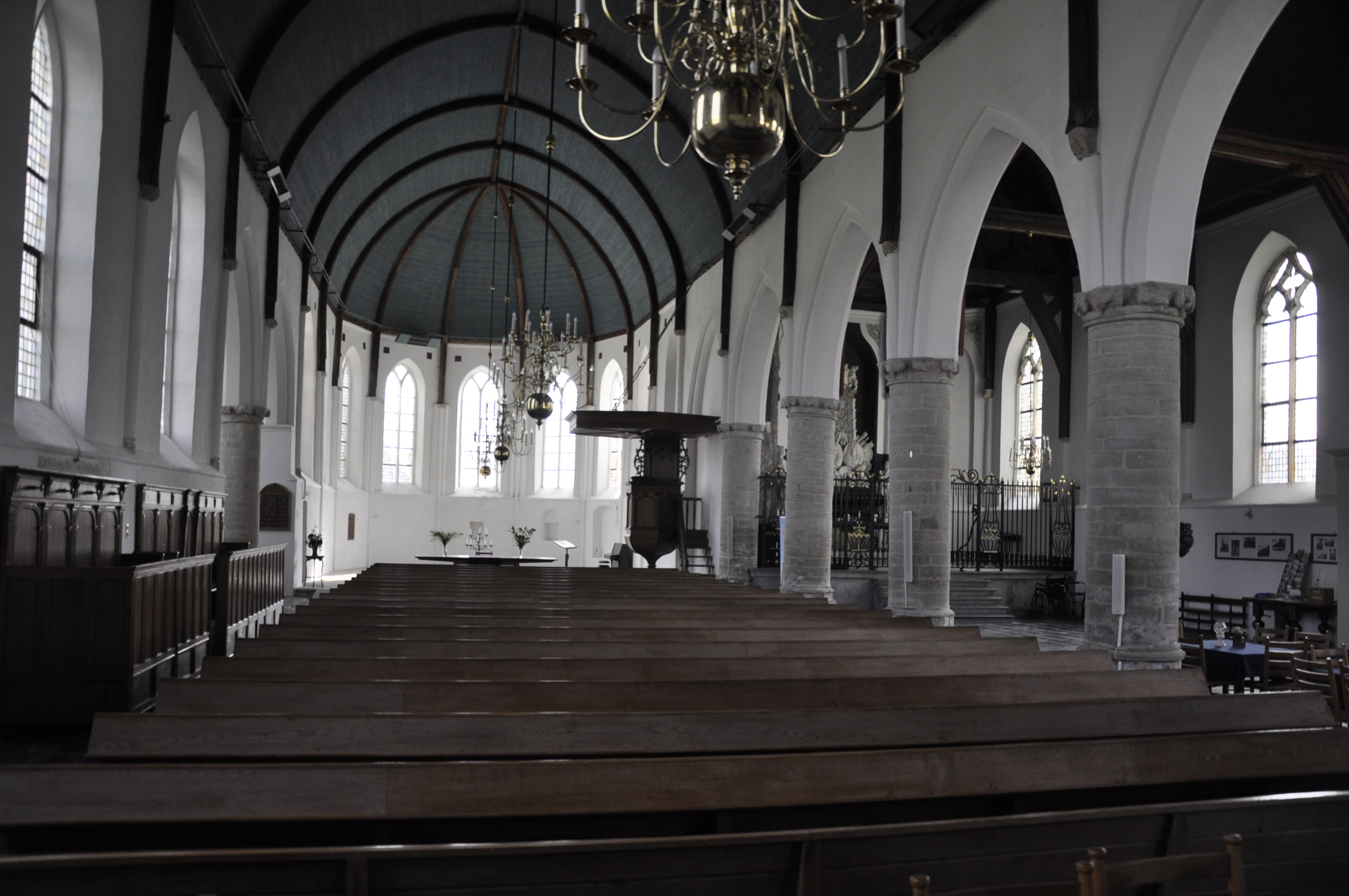
Interieur van de kerk
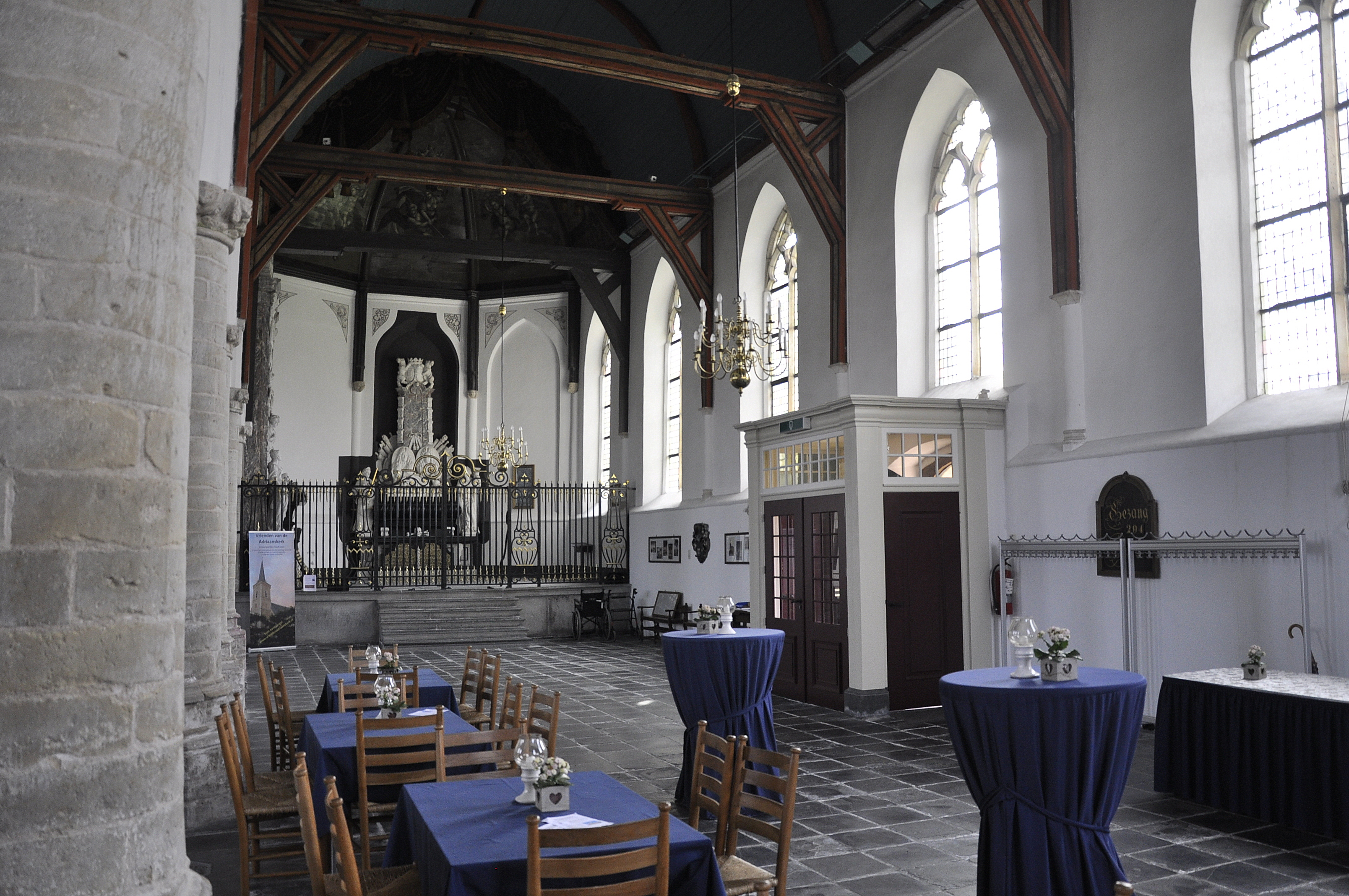
Interieur van de kerk
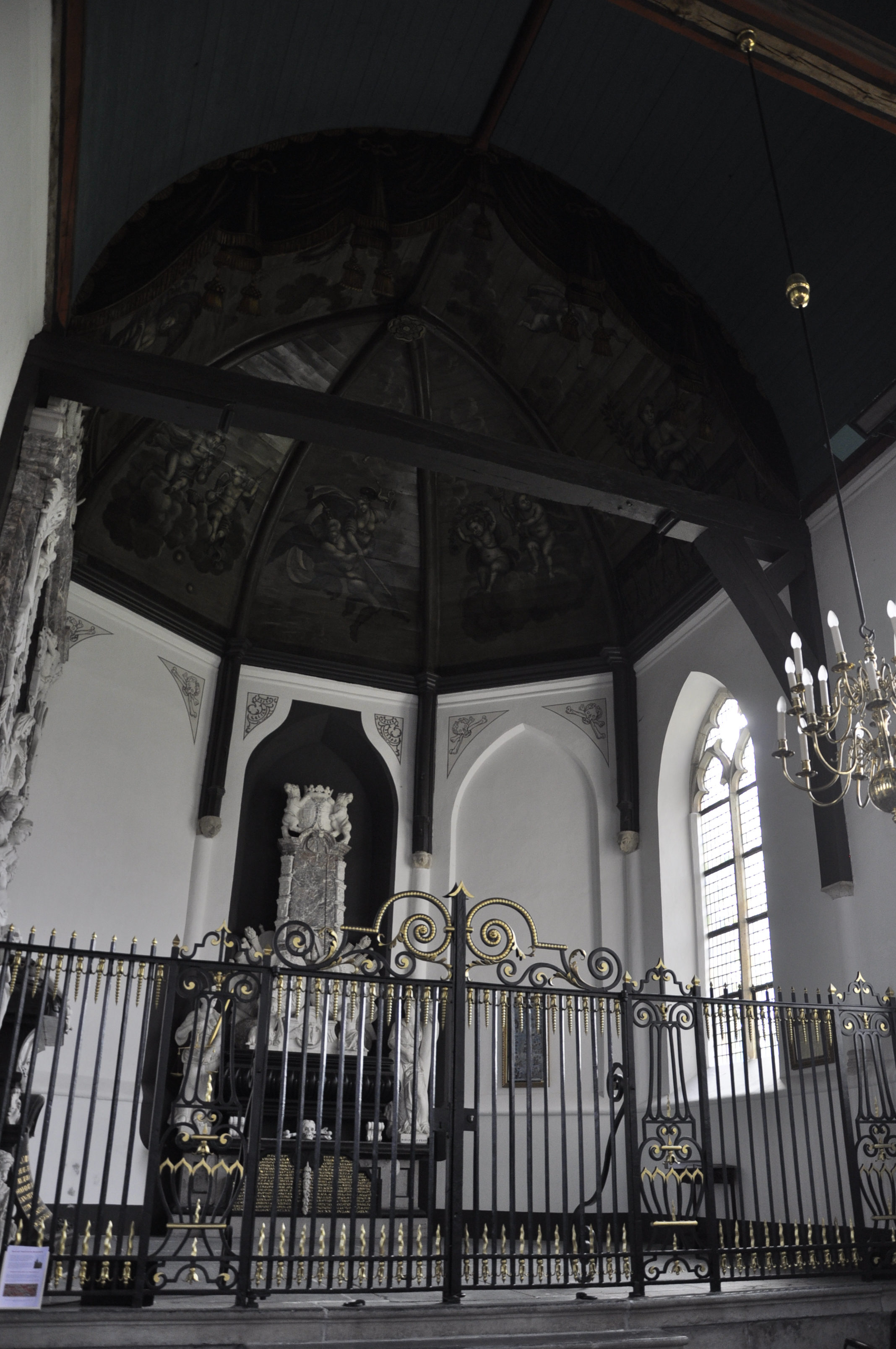
Interieur van de kerk